# Marin Petkov
Marin Plamenov Petkov (Etropole, 2003. október 2. –) bolgár válogatott labdarúgó, a Levszki Szofija játékosa, védő.

## Pályafutása

### Klubcsapatokban
A Levszki Szofija nevelése. 2019. november 10-én mutatkozott be csereként, a Botev Plovdiv ellen.

### Válogatottban
2022. szeptember 23-án mutatkozott be Gibraltár ellen, egy Nemzetek Ligája mérkőzésen, ahol gólt is lőtt.

#### Mérkőzései a bolgár válogatottban
megjegyzés Az eredmények a bolgár válogatott szemszögéből értendők.
| #   | Dátum                | Ellenfél        | Eredmény | Kiírás               | Esemény |
| --- | -------------------- | --------------- | -------- | -------------------- | ------- |
| 1.  | 2022. szeptember 23. | Gibraltár       | 5 – 1    | UEFA Nemzetek Ligája | 81'     |
| 2.  | 2022. szeptember 26. | Észak-Macedónia | 1 – 0    | UEFA Nemzetek Ligája | 2'      |
| 3.  | 2022. november 16.   | Ciprus          | 2 – 0    | barátságos           | 62'     |
| 4.  | 2022. november 20.   | Luxemburg       | 0 – 0    | barátságos           | 62'     |
| 5.  | 2023. március 24.    | Montenegró      | 0 – 1    | Eb-selejtező         | 85'     |
| 6.  | 2023. március 27.    | Magyarország    | 0 – 3    | Eb-selejtező         |         |
| 7.  | 2023. június 17.     | Litvánia        | 1 – 1    | Eb-selejtező         | 27'     |
| 8.  | 2023. június 20.     | Szerbia         | 1 – 1    | Eb-selejtező         | 42'     |
| 9.  | 2023. október 14.    | Litvánia        | 0 – 2    | Eb-selejtező         | 85'     |
| 10. | 2023. október 17.    | Albánia         | 0 – 2    | barátságos           | 51' 62' |

## Sikerei, díjai
- Levszki Szofija
  - Bolgár labdarúgókupa: győztes (2021–22)